# المناظر الطبيعية الكندية (أوراق نقدية)

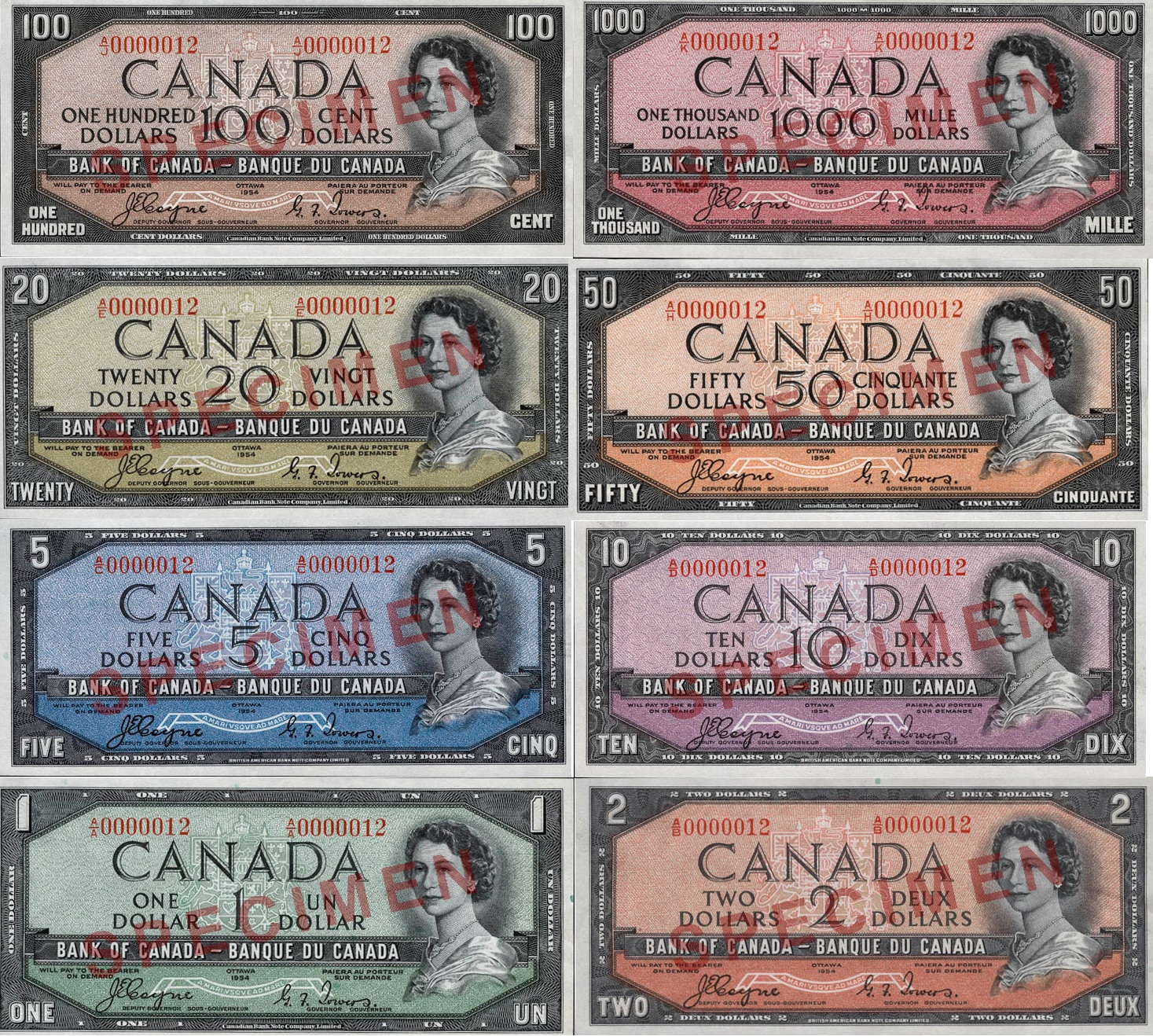
الأوراق النقدية لسلسلة المناظر الطبيعية الكندية

المناظر الطبيعية الكندية هي السلسلة الثالثة من الأوراق النقدية للدولار الكندي الصادرة عن بنك كندا، عرضت لأول مرة في عام 1954. صممت الأوراق النقدية عام 1952 بعد اعتلاء إليزابيث الثانية العرش بعد وفاة والدها جورج السادس. اختلفت تصميمات الأوراق النقدية بشكل كبير عن الأوراق النقدية السابقة لسلسلة عام 1937، على الرغم من الاحتفاظ بألوان الفئات والطباعة ثنائية اللغة. تبع هذه السلسلة سلسلة مشاهد كندا عام 1969.
أصبحت سلسلة الأوراق النقدية ذات المناظر الطبيعية الكندية لعام 1954 تُعرف باسم سلسلة "رأس الشيطان"، مما أدى إلى تعديلات التصميم لجميع الفئات. صدر الإصدار الثاني من السلسلة عام 1956.

### الوجه

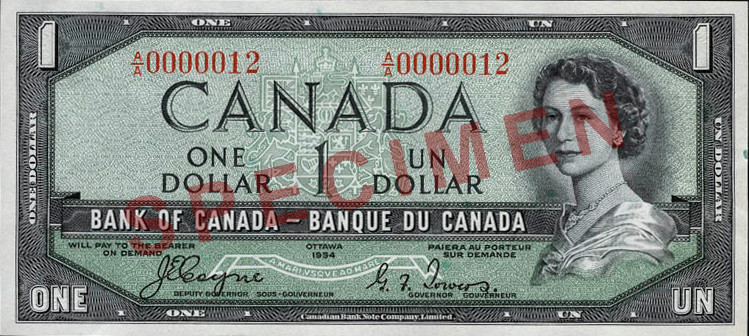
ورقة نقدية دولار واحد، طباعة "رأس الشيطان".
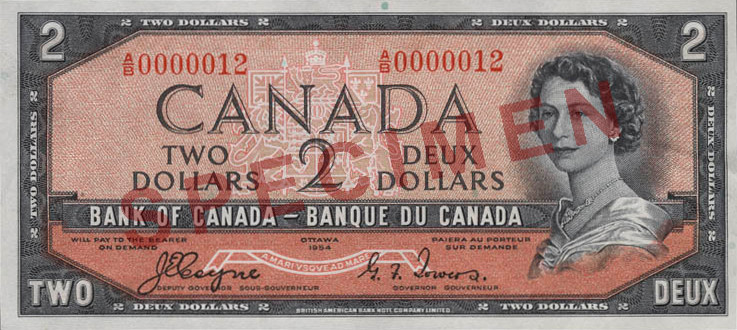
ورقة نقدية بقيمة 2 دولار، طباعة "رأس الشيطان".
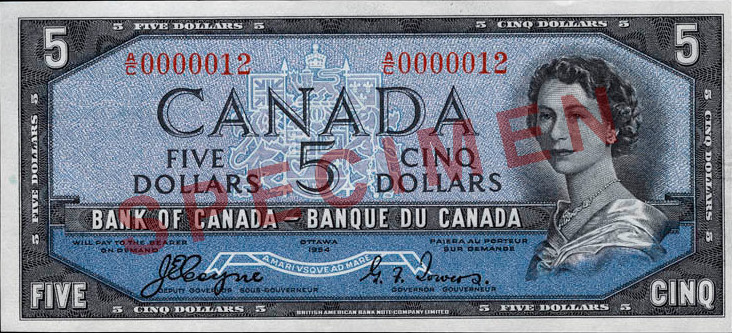
ورقة النقدية بقيمة 5 دولارات مطبوعة عليها "رأس الشيطان".
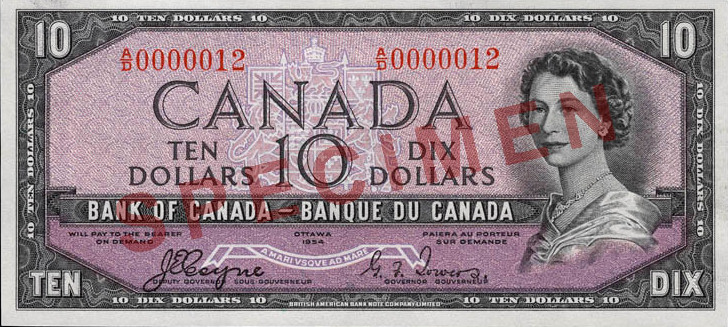
ورقة نقدية من فئة 10 دولارات عليها "رأس الشيطان".
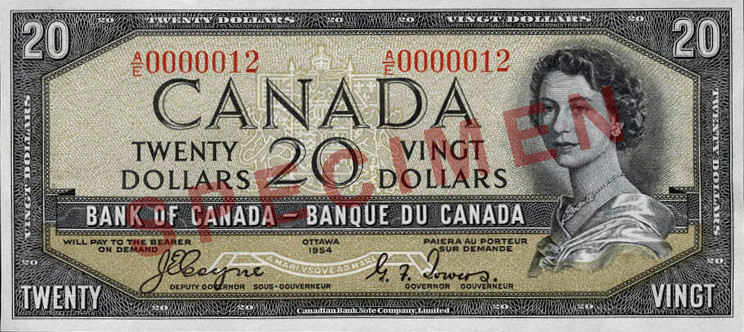
ورقة نقدية بقيمة 20، عليها "رأس الشيطان".
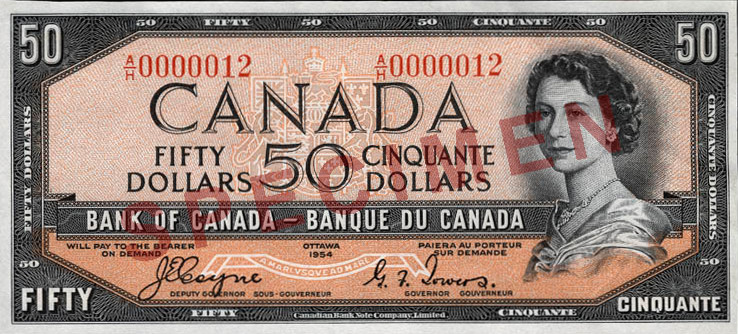
ورقة نقدية من الفئة 50، مطبوعة عليها "رأس الشيطان".
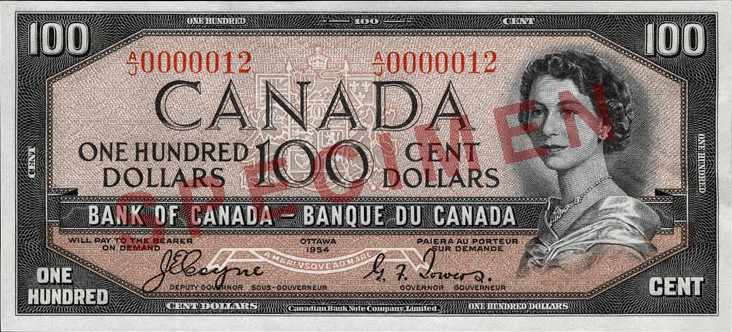
ورقة نقدية من فئة 100 دولار عليها "رأس الشيطان".
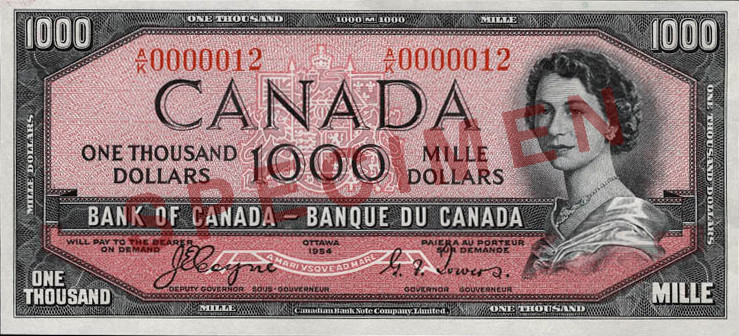
ورقة نقدية من فئة 1000 دولار مطبوعة عليها "رأس الشيطان".

### العكس

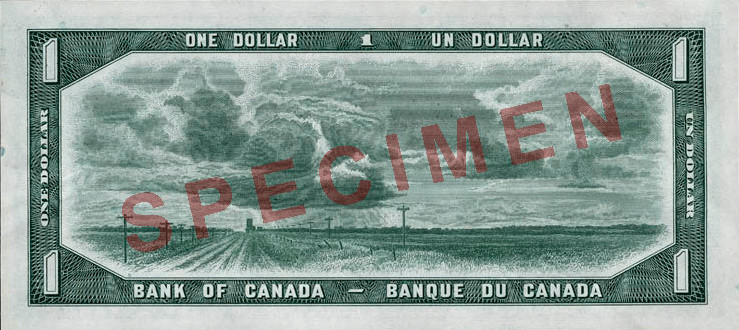
ورقة نقدية دولار واحد، طباعة "رأس الشيطان".
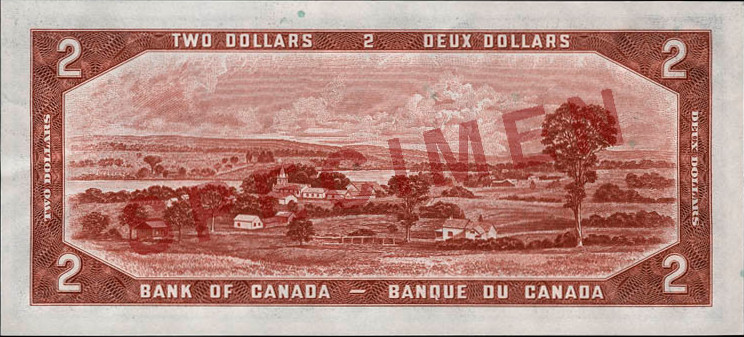
ورقة نقدية بقيمة 2 دولار، طباعة "رأس الشيطان".
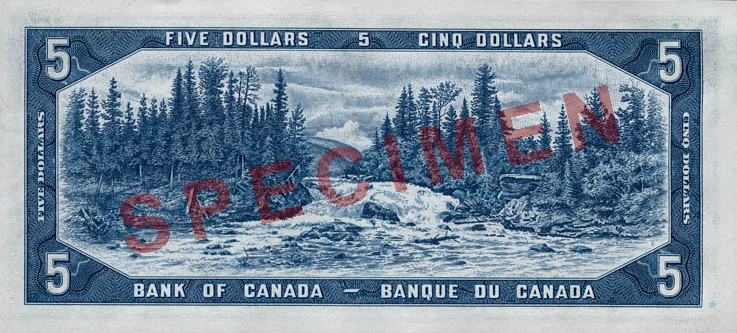
ورقة النقدية بقيمة 5 دولارات مطبوعة عليها "رأس الشيطان".
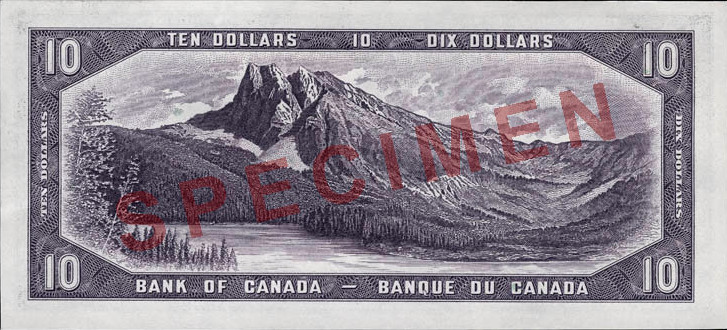
ورقة نقدية من فئة 10 دولارات عليها "رأس الشيطان".
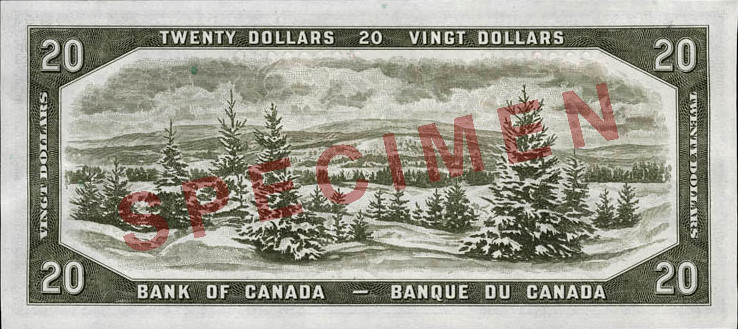
ورقة نقدية بقيمة 20، عليها "رأس الشيطان".
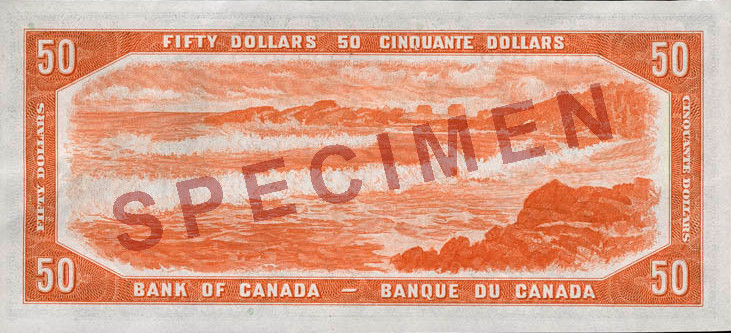
ورقة نقدية من الفئة 50، مطبوعة عليها "رأس الشيطان".
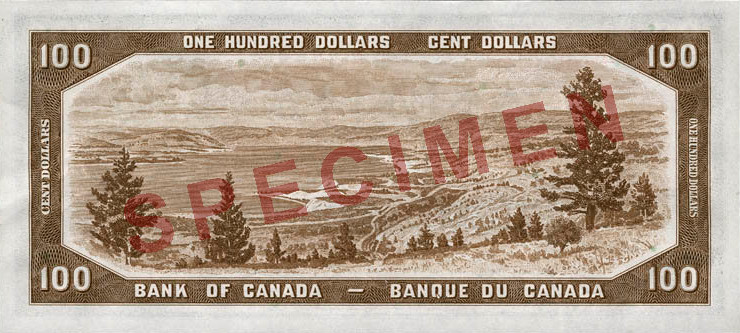
ورقة نقدية من فئة 100 دولار عليها "رأس الشيطان".
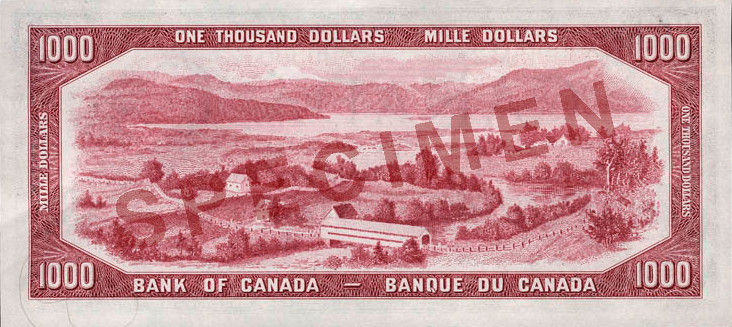
ورقة نقدية من فئة 1000 دولار مطبوعة عليها "رأس الشيطان".

| قيمة       | لون         | وجه العملة              | عكس العملة                                             | الطبعة | صادرة         |
| ---------- | ----------- | ----------------------- | ------------------------------------------------------ | ------ | ------------- |
| 1 دولار    | أخضر        | الملكة إليزابيث الثانية | مرج ساسكاتشوان                                         | 1954   | 9 سبتمبر 1954 |
| 1 دولار    | أخضر        | الملكة إليزابيث الثانية | مباني البرلمان الأصلية                                 | 1967   | 3 يناير 1967  |
| 2 دولار    |             | الملكة إليزابيث الثانية | مشهد ريفي، ريتشموند ، كيبيك                            | 1954   | 9 سبتمبر 1954 |
| 5 دولارات  | أزرق        | الملكة إليزابيث الثانية | شلالات أوتر، ( نهر أيشيهيك )، يوكون                    | 1954   | 9 سبتمبر 1954 |
| 10 دولارات | أرجواني     | الملكة إليزابيث الثانية | (ماونت بورغيس في كولومبيا البريطانية).                 | 1954   | 9 سبتمبر 1954 |
| 20 دولارًا  | أخضر زيتوني | الملكة إليزابيث الثانية | المناظر الطبيعية في فصل الشتاء، جبال لورينتيان ، كيبيك | 1954   | 9 سبتمبر 1954 |
| 50 دولارًا  | البرتقالي   | الملكة إليزابيث الثانية | (شاطئ لوكبورت في نوفا سكوتيا).                         | 1954   | 9 سبتمبر 1954 |
| $100 دولار | بني         | الملكة إليزابيث الثانية | بحيرة أوكاناجان ، جبل مونسون، كولومبيا البريطانية      | 1954   | 9 سبتمبر 1954 |
| 1000 دولار |             | الملكة إليزابيث الثانية | لانس سان جان ، كيبيك                                   | 1954   | 9 سبتمبر 1954 |

## الطباعة
طبعت الأوراق النقدية على ورق جاف بدلاً من استخدام عملية طباعة الورق الرطب في السلسلة السابقة، وكان الورق يتكون من 50% كتان و50% قطن. وغيرت عملية الطباعة عن الأوراق النقدية السابقة، حيث يتطلب التصميم الآن لوحة واحدة منقوشة ولوحتين من الطباعة الحجرية.
قامت شركة الأوراق النقدية الكندية بطباعة الأوراق النقدية بقيمة 1 دولار و20 دولارًا و50 دولارًا و100 دولار و1000 دولار، وقامت شركة الأوراق النقدية البريطانية الأمريكية بطباعة الأوراق النقدية بقيمة 2 دولار و5 دولارات و10 دولارات، ولاحقًا الورقة النقدية بقيمة دولار واحد أيضًا.

## حماية
تميز تصميم الأوراق النقدية بـ "المقالة القصيرة الناعمة" للصورة على الوجه، بدلاً من الإطار الزخرفي للصورة المستخدمة في سلسلة الأوراق النقدية لعام 1935 وسلسلة 1937. وهذا يمنع تزوير الأوراق النقدية.

### فهرس
- Cross، W.K.، المحرر (1997). The Charlton Standard Catalogue of Canadian Government Paper Money (ط. 10th). تورونتو: The Charlton Press. ISBN:0889681902.
- Ibbotson، Heather (22 مارس 2010). "Paper currency a hot ticket, dealer says". Brantford Expositor. Canoe Sun Media. مؤرشف من الأصل في 2015-09-04. اطلع عليه بتاريخ 2014-03-18.
- Moxley، Jill؛ Meubus، Helen؛ Brown، Maura (Autumn 2007). "The Canadian Journey: An Odyssey into the Complex World of Bank Note Production" (PDF). Bank of Canada Review. Bank of Canada. مؤرشف من الأصل (PDF) في 2022-09-03.
- The Art and Design of Canadian Bank Notes (PDF). Bank of Canada. 6 ديسمبر 2006. ISBN:0660632462. مؤرشف من الأصل (PDF) في 2023-04-08. اطلع عليه بتاريخ 2014-03-17.
- "Commemorative notes". بنك كندا. مؤرشف من الأصل في 2023-05-06. اطلع عليه بتاريخ 2014-03-04.
- "Canada's new bank notes". Quebec Chronicle-Telegraph. 9 سبتمبر 1954.
- "1954 Series". Bank Note Series, 1935 to present. Bank of Canada (archived at المكتبة والأرشيف، كندا  [لغات أخرى]‏). مؤرشف من الأصل في 2023-02-08. اطلع عليه بتاريخ 2014-03-04.
- "Canadian scenes to be portrayed for banknotes". صحيفة مونتريال  [لغات أخرى]‏. 22 أبريل 1953.{{استشهاد بخبر}}:  صيانة الاستشهاد: علامات ترقيم زائدة (link)
- "Canada's new bills". Quebec Chronicle-Telegraph. Halifax Chronicle-Herald. 10 سبتمبر 1954.
- "Canada issues new bank notes". Shawinigan Standard. 2 يونيو 1954.
- "Different hair-do for bank notes". Toledo Blade. نيويورك هيرالد تريبيون. 27 مارس 1956.

## روابط خارجية
- سلسلة 1954 في بنك كندا